# Rakietnicy
Rakietnicy
1. oddziały uzbrojone w przyrządy do miotania rac kongrewskich[1];
2. oddziały artylerii Wojska Polskiego w latach 1823–1831 wyposażone w łoża rakietnicze, służące do miotania rac kongrewskich[2].

W Polsce sformowano Korpus Rakietników w 1823 złożony z półbaterii konnej i półkompanii pieszej.